# Norbert Növényi
Norbert Nottny Növényi (Budapest, 15 maggio 1957) è un attore ed ex lottatore ungherese, specializzato nella lotta greco-romana.

## Palmarès

### Olimpiadi
- 1 medaglia:
  - 1 oro (Mosca 1980 nei pesi medio-massimi)

## Filmografia parziale

### Cinema
- Danko (Red Heat), regia di Walter Hill (1988)
- Zimmer Feri, regia di Péter Tímár (1998)
- Az alkimista és a szüz, regia di Zoltán Kamondi (1999)
- Üvegtigris, regia di Iván Kapitány e Péter Rudolf (2001)
- La stirpe (The Breed), regia di Michael Oblowitz (2001)
- Taxidermia, regia di György Pálfi (2006)
- Papírkutyák, regia di Bence Gyöngyössy (2009)
- Zimmer Feri 2., regia di Péter Tímár (2010)
- Die Hard - Un buon giorno per morire (A Good Day to Die Hard), regia di John Moore (2013) - non accreditato

### Televisione
- Kisváros (1995-2001)
- Kérnék egy kocsit (2000-2002)
- Jóban rosszban (2007)
- Szeszélyes (2006-2007)